# Ephedra major
Ephedra major es un arbusto xerófito de la familia de las efedráceas.

## Descripción
Puede alcanzar dos metros de altura y uno de ancho. Es apta para suelos arenosos o arcillosos, y bien drenados. Puede desarrollarse tanto en suelos secos como húmedos, y es tolerante a las sequías. Sus hojas son perennes y debe estar expuesta a la luz solar.

## Distribución
Es una especie mediterránea-asiática. Se encuentra en Europa meridional, África septentrional, Asia occidental, India y Chipre.